# Луцька надбрамна вежа
Луцька брама — пам'ятка оборонної архітектури в місті Острог по вулиці В’ячеслава Чорновола. Зведена для захисту міста на підходах зі сторони луцького гостинця. Відігравала роль центральної ланки в оборонній системі міста.
Рідкісний зразок оборонної споруди — барбакана. Поряд з Татарською брамою демонстрували велич і поважний статус столиці Острожчини.
Автор проекту — архітектор Якуб Мадлайн.

## Історія і архітектура
Як і Татарська, Луцька брама складається з двох рівновисоких об'ємів. Об'єм основної, овальної у проєкції частини, винесений за межі оборонного муру міста, поєднується із яким прямокутним в проєкції перешийком. стрільниці розміщені по периметру споруди таким чином, що не залишалося жодної зони, яка б не прострілювалася. Наприкінці XVI — на початку XVII століть над двоярусною спорудою добудований аттик з ключоподібними стрільницями. З внутрішнього боку вежі збереглися отвори для несучих балок дерев'яних бойових галерей.
Вимурувана з пісковика на вапняному розчині, кладка армована дерев'яними зв'язками. В першому ярусі знаходився наскрізний арочний проїзд. В'їзд обрамлений порталом з тесаного каменю.
Окрім суто утилітарної функції Луцька брама повинна була демонструвати велич і поважний статус столиці земель Острозьких, що було досягнуто використанням архітектурного прийому поєднання вишуканого аттика з суворою міцністю гладенько потинькованих стін. Саме цей вдало використаний прийом став найприкметнішим в архітектурному обличчі Острога періоду середньовіччя.

## Музей книги і друкарства
10 листопада 1985 року в Луцькій брамі відкритий острозький Музей книги і друкарства. Автором оформлення музею був російський художник Е. Е. Шаповалов. Колекції музею формувалися з резервно-обмінних фондів ДБР (Москва), РНБ (Санкт-Петербург), НБУВ, ЛНБ ім. Стефаника в результаті обстеження культових споруд на Рівненщині та в сусідніх областях.
В лютому 2007 року музейна експозиція була демонтована у зв'язку з проведенням реставрації споруди. Пізніше, попри незавершену реставрацію, зібрання відкрито для відвідувачів. Експозиція музею розміщена на трьох поверхах (близько 400 м²). Тут розповідається про історію створення книги та виникнення друкарства, діяльність Івана Федоровича. Серед рідкісних експонатів найдавніша друкована книга «Декреталій» папи Григорія IX (Париж 1511 р.), глаголичне видання Бревіарія Хорвацького (Венеція 1561 р.), Острозька Біблія Івана Федоровича (1581). В основу експозиції музею покладено книжкову колекцію краєзнавчого музею, започатковану ще в 1909/1912 рр. Братством імені князів Острозьких.
Сьогодні книжкова колекція нараховує близько 3 тис. експонатів, половина з яких — рукописи, західноєвропейські і кириличні стародруки XVI/XVII ст. Експозиція першого поверху розповідає про виникнення слов'янської писемності та діяльність Кирила і Мефодія, про рукописну кириличну книгу XVI/XVIII ст. і про діяльність Івана Федоровича у Москві, Заблудові, Львові та Острозі. Експозиція другого поверху висвітлює діяльність Острозької та Дерманської друкарень у післяфедоровський період, розповідає про Львівську, Київську, Почаївську, Кременецьку друкарні XVI/XVIII ст. В основу експозиції третього поверху покладено колекційний принцип. Тут виставлені найцікавіші експонати основних колекцій, які зберігає Музей книги та друкарства в Острозі.

## Див. також

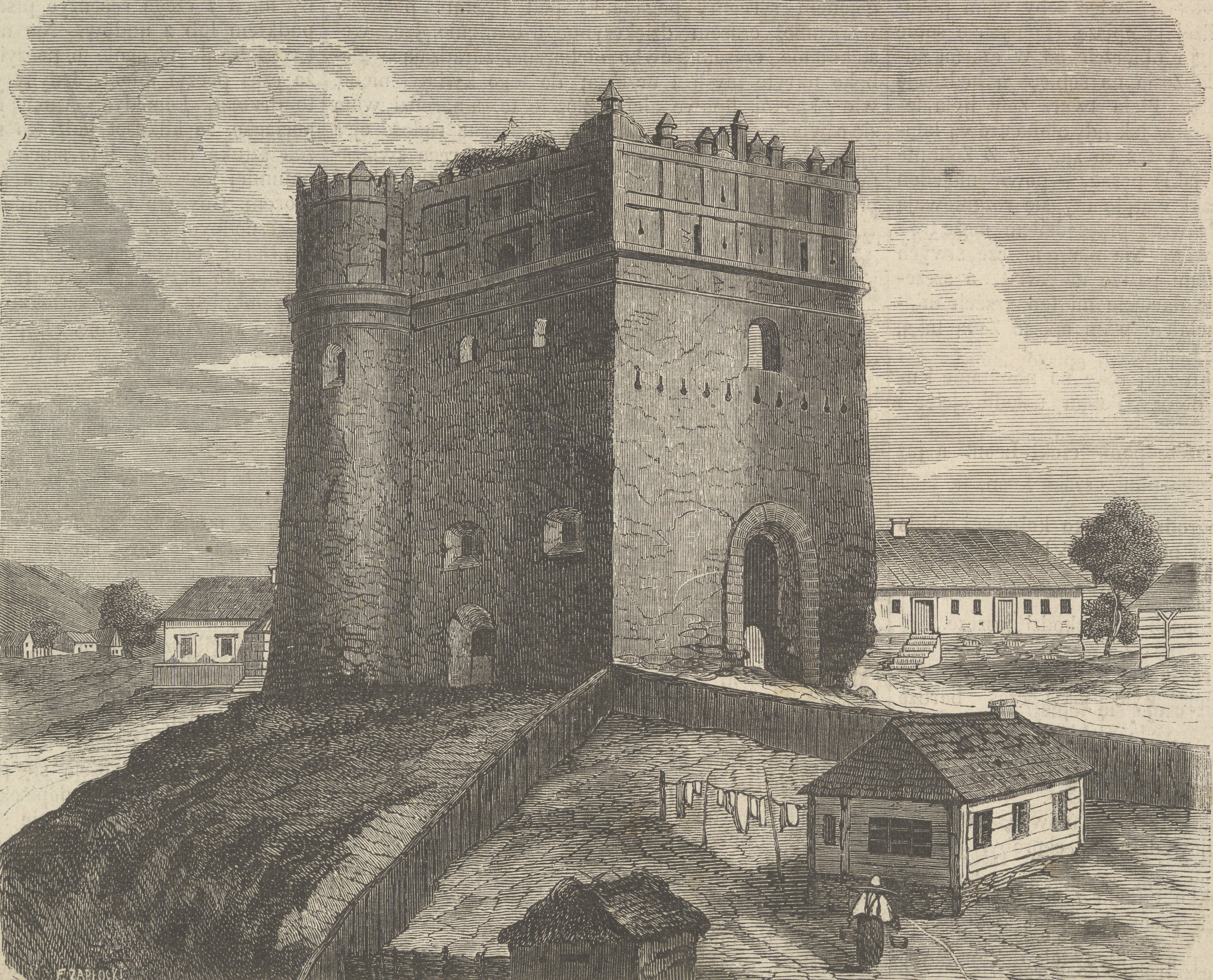
Луцька брама на гравюрі 1864 року

### Режим роботи
Музей  приймає відвідувачів протягом року у всі дні, крім понеділка, з 9:30 до 17:00, у п'ятницю — до 16:00.

## Ресурси мережі
Вікісховище має мультимедійні дані за темою: Луцька надбрамна вежа
- Оборонні споруди Острога // Острозька академія XVI—XVII ст. Енциклопедичне видання
- Музей книги та друкарства в Острозі // Острозька академія XVI—XVII ст. Енциклопедичне видання [Архівовано 25 листопада 2011 у Wayback Machine.]
- Позіховська C. До питання про створення експозиції Музею книги та друкарства в Острозі [Архівовано 13 квітня 2014 у Wayback Machine.]
- Луцька брама, світлини
- Музей книги та друкарства[недоступне посилання з липня 2019]
- Острозький музей книги і друкарства [Архівовано 14 грудня 2007 у Wayback Machine.]